# Varró István
Varró István, született Schreyer István (Nagykanizsa, 1878. március 17. – Chicago, 1963. szeptember 13.) író, szociológus, könyvtáros, bibliográfus. Felesége Varró Margit zenepedagógus volt.

## Élete
Dr. Schreyer Lajos (1835–1896) nagykanizsai orvos és Pick Jozefin gyermekeként született. Fiatalon áttért a római katolikus vallásra. A budapesti, a bécsi és kolozsvári egyetemeken tanult és államtudományi doktorátust szerzett. A Budapesti Kereskedelmi és Iparkamara titkáraként a könyvtár- és dokumentációs szolgálat szervezője és vezetője volt. A két világháború között a Századunk címmel polgári radikális társadalomtudományi folyóirat egyik szerkesztője volt Csécsy Imre mellett. Ő készítette a cigánykérdés nemzetközi bibliográfiájának magyar fejezetét (Hungarian Bibliography, Gipsy Lore Society). Schopenhauer és Nietzsche több munkáját fordította magyarra. Szoros barátságot ápolt Berény Róberttel, Füst Milánnal és Weiner Leóval. A fasizmus elől az 1930-as évek végén családjával Chicagóba költözött, ahol mint könyvkötő mester működött.  
Felesége Varró Margit (született: Picker Margit Sarolta) volt, akivel 1906. szeptember 19-én Budapesten, a Ferencvárosban kötött házasságot. Fia Varró István volt.

## Főbb művei
- Szociológia és néprajz (Budapest, 1907)
- A munkásvédelmi törvények végrehajtása Magyarországon; összeáll. Varró István; Pesti Könyvny., Budapest, 1908 (A Törvényes Munkavédelem Magyarországi Egyesületének kiadványai)
- A munkásvédelmi törvények végrehajtása Magyarországon (Budapest, 1908)
- Magyar társadalomtudományi bibliográfia (Budapest, 1909)
- Magyar társadalomtudományi bibliográfia 1909-ről (Budapest, 1910)
- Magyar társadalomtudományi bibliográfia 1910-ról (Budapest, 1911)
- Magyar élelmiszertörvények. Az élelmiszerhamísításra vonatkozó jogszabályok gyűjteménye (Vágó Józseffel, Budapest, 1913)
- A Budapesti Kereskedelmi és Iparkamara nyomtatványainak időrendi jegyzéke 1850–1912; Pesti Ny., Budapest, 1913
- A lakásügy rendezésének előkészítése (Budapest, 1917)
- Előterjesztés a lakásügy rendezése tárgyában; Kereskedelmi és Iparkamara, Budapest, 1918
- A világirodalom anekdotakincse, 1-2.; szerk. Lambrecht Kálmán, Varró István; Világirodalom, Budapest, 1922–1923